# Érika (futebolista)
Érika Cristiano dos Santos (São Paulo, 4 de fevereiro de 1988) é uma futebolista brasileira, que atua como zagueira ou volante. Atualmente, joga no Corinthians.
Participou da Copa do Mundo de 2011 e 2019 pela Seleção Brasileira.

## Carreira
Érika começou sua carreira profissional  no Santos como atacante. Pelo clube, entre seus principais títulos, foi campeã da Copa Libertadores em 2009, marcando seis gol em todo o torneio, incluindo dois na final, em que o Santos venceu o Universidad de Assunción, do Paraguai, por 9 a 0 em partida disputada no Estádio Urbano Caldeira. Desde então, atuou como atacante, volante e meia, sendo que tem se dedicado principalmente à zaga nos últimos anos.
Foi convidada a integrar a Seleção Brasileira pela primeira vez em 2004, quando jogou a Copa do Mundo Sub-20 na Tailândia, aos 16 anos. Em 2006, foi convocada pela primeira vez para a seleção principal.
Em 2008, Érika integrou o elenco da Seleção que disputou a Copa do Mundo Sub-20 no Chile. Em 2011, foi convocada para a Copa do Mundo na Alemanha, na posição de zagueira. Durante o campeonato, a jogadora fez um gol na partida contra a seleção da Guiné Equatorial.
Em 2013, pouco antes do início do Campeonato Brasileiro, enquanto jogava pelo Centro Olímpico, Érika precisou fazer uma cirurgia de reconstrução do ligamento cruzado anterior do joelho esquerdo. Ela ficou fora dos gramados por cerca de dez meses.
Érika foi considerada para a zaga da Seleção Brasileira na Copa do Mundo de 2015, após lesão da titular Bruna Benites. Entretanto, ela também precisou ser substituída quando lesionou o joelho duas semanas antes do início do campeonato, no Canadá.
Disputou o campeonato Brasileiro e o campeonato Paulista pelo Corinthians em 2018, após passagem de um ano pelo Paris Saint-Germain. A jogadora estava no Brasil para realizar uma cirurgia, quando recebeu o convite do treinador Arthur Elias para integrar a equipe corintiana na ocasião da aposentadoria da jogadora Alline Calandrini. Érika, que já torcia pelo Corinthians, saiu do time francês e recusou uma proposta de um time chinês para integrar a equipe paulista. Naquele ano, também foi escalada pela Seleção Brasileira na Copa América de 2018, onde conquistou o título de campeão.
Em 2019, Érika Cristiano foi convocada novamente para jogar pela Seleção Brasileira como zagueira na Copa do Mundo de 2019, na França. Há alguns dias do início do campeonato, a futebolista ainda estava se recuperando de uma torção no tornozelo esquerdo.

## Títulos

### Santos
- Copa Mercosul: 2006
- Liga Nacional: 2007
- Campeonato Paulista: 2007, 2011
- Copa do Brasil: 2008 e 2009
- Copa Libertadores da América: 2009

### Foz Cataratas
- Campeonato Paranense: 2010

### Paris Saint-Germain
- Copa da França: 2017-18

### Corinthians
- Campeonato Brasileiro: 2018, 2020, 2021
- Copa Libertadores da América: 2019, 2021
- Campeonato Paulista: 2019, 2020, 2021
- Copa Paulista: 2022

### Seleção Santista
- Jogos Regionais: 2006 e 2007

### Seleção Brasileira
- Campeonato Sul-Americano Sub-20: 2006 e 2008
- Medalha de Prata nos Jogos Olímpicos de Verão de Pequim 2008
- Torneio Internacional: 2009, 2011, 2012 e 2014
- Copa América: 2010 e 2018
- Medalha de Ouro nos Jogos Pan-Americanos de Toronto 2015
- Torneio Internacional de Yongchuan: 2017